# Петровская (Вожегодский район)
Петровская — деревня в Вожегодском районе Вологодской области.
Входит в состав Вожегодское городское поселение, с точки зрения административно-территориального деления — в Вожегодский сельсовет.
Расстояние до районного центра Вожеги по автодороге — 10,6 км. Ближайшие населённые пункты — Сенькинская, Абатуриха, Новожилиха, Поповка, Нестериха.
По переписи 2002 года население — 3 человека.